# Primarias y asambleas del Partido Demócrata de 2008 en Texas
Las Primarias Demócratas y Asambleas de Texas, 2008 fueron el 4 de marzo de 2008.

## Proceso
Texas dos únicos procesos de primarias y asambleas abiertas, en la cual el Plan de Selección de Delegados de la convención de precintos.
Los participantes deben afiliarse con el partido Demócrata al simplemente votar en la primaria o firmando en una afidativa de afiliación
Para poder adquirir un delegado un candidato necesita al menos de tener un 15% de los votos.Los 126 delegados del distrito de senado, son seleccionados basados en el resultado de cada uno de los 31 distritos del senado estatal.
En adición, 35 delegados de Texas son no designados, coloquialmente conocidos como superdelegados, y pueden escoger al candidato que ellos deseen.

## Resultados
En recientes encuestas y opiniones públicas del partido demócrata, muestran a la Senadora Hillary Clinton  con una ventaja al Senador Barack Obama  de 54 a 38 por ciento, a la fecha del 15 de febrero de 2008.

### Primaria
Fecha de primaria: 4 de marzo de 2008
Delegados nacionales determinados: 126 (de 193)
| Clave: | Se ha retirado antes de la contienda |

| Primaria presidencial demócrata de Texas, 2008 100% de los precintos reportados | Primaria presidencial demócrata de Texas, 2008 100% de los precintos reportados | Primaria presidencial demócrata de Texas, 2008 100% de los precintos reportados | Primaria presidencial demócrata de Texas, 2008 100% de los precintos reportados |
| Candidato                                                                       | Votos                                                                           | Porcentajes                                                                     | Delegados                                                                       |
| ------------------------------------------------------------------------------- | ------------------------------------------------------------------------------- | ------------------------------------------------------------------------------- | ------------------------------------------------------------------------------- |
| Hillary Clinton                                                                 | 1,459,814                                                                       | 50.89%                                                                          | 65                                                                              |
| Barack Obama                                                                    | 1,358,785                                                                       | 47.37%                                                                          | 61                                                                              |
| John Edwards                                                                    | 30,012                                                                          | 1.30%                                                                           | 0                                                                               |
| Bill Richardson                                                                 | 10,667                                                                          | 0.37%                                                                           | 0                                                                               |
| Joe Biden                                                                       | 5,297                                                                           | 0.19%                                                                           | 0                                                                               |
| Christopher J. Dodd                                                             | 3,718                                                                           | 0.13%                                                                           | 0                                                                               |
| Total                                                                           | 2,868,293                                                                       | 100.00%                                                                         | 126                                                                             |

### Precintos de las convenciones
Fecha de convención: 4 de marzo de 2008
Delegados nacionales determinados: 0 (de 193)
| Convención presidencial de precintos de Texas, 2008 34% de los precintos reportados | Convención presidencial de precintos de Texas, 2008 34% de los precintos reportados | Convención presidencial de precintos de Texas, 2008 34% de los precintos reportados | Convención presidencial de precintos de Texas, 2008 34% de los precintos reportados |
| Candidato                                                                           | Precinto de delegados                                                               | Porcentajes                                                                         | Estimado nacional de delegados                                                      |
| ----------------------------------------------------------------------------------- | ----------------------------------------------------------------------------------- | ----------------------------------------------------------------------------------- | ----------------------------------------------------------------------------------- |
| Barack Obama                                                                        | 19,197                                                                              | 21.80%                                                                              | 15                                                                                  |
| Hillary Clinton                                                                     | 15,480                                                                              | 17.58%                                                                              | 12                                                                                  |
| Otros                                                                               | 4                                                                                   | 0.00%                                                                               | 0                                                                                   |
| Indecisos                                                                           | 32                                                                                  | 0.04%                                                                               | 0                                                                                   |
| No determinados                                                                     | 53,361                                                                              | 60.59%                                                                              | 40                                                                                  |
| Total                                                                               | 88,074                                                                              | 100%                                                                                | 67                                                                                  |

### Convención de condados y senadores
Fecha de convención: 29 de marzo de 2008
Delegados nacionales determinados: 0 (de 193)
| Convención de senadores de condados de Texas, 2008 0% de los distritos reportados | Convención de senadores de condados de Texas, 2008 0% de los distritos reportados | Convención de senadores de condados de Texas, 2008 0% de los distritos reportados | Convención de senadores de condados de Texas, 2008 0% de los distritos reportados |
| Candidato                                                                         | Votos                                                                             | Porcentajes                                                                       | Estimado de delegados nacionales                                                  |
| --------------------------------------------------------------------------------- | --------------------------------------------------------------------------------- | --------------------------------------------------------------------------------- | --------------------------------------------------------------------------------- |
| -                                                                                 | 0                                                                                 | 0.00%                                                                             | 0                                                                                 |
| -                                                                                 | 0                                                                                 | 0.00%                                                                             | 0                                                                                 |
| Totals                                                                            | 0                                                                                 | 0%                                                                                | 67                                                                                |

### Convención Estatal
Fecha de convención: 6 de junio–7 2008
Delegados nacionales determinados: 67 (de 193)
| Convención estatal demócrata de Texas, 2008 | Convención estatal demócrata de Texas, 2008 | Convención estatal demócrata de Texas, 2008 | Convención estatal demócrata de Texas, 2008 |
| Candidato                                   | Votos                                       | Porcentajes                                 | Delegados                                   |
| ------------------------------------------- | ------------------------------------------- | ------------------------------------------- | ------------------------------------------- |
| -                                           | 0                                           | 0.00%                                       | 0                                           |
| -                                           | 0                                           | 0.00%                                       | 0                                           |
| Total                                       | 0                                           | 0%                                          | 67                                          |